# NGC 949
NGC 949 (другие обозначения — UGC 1983, IRAS02277+3654, MCG 6-6-48, KARA 109, ZWG 523.53, KUG 0227+369, PGC 9566) — спиральная галактика (Sb) в созвездии Треугольник. Открыта Уильямом Гершелем в 1786 году.
Этот объект входит в число перечисленных в оригинальной редакции «Нового общего каталога».
Кривая вращения и масса галактики были измерены в 1973 году.
Входит в в группу галактик с центром в NGC 1023.
Галактика NGC 949 входит в состав группы галактик NGC 1023. Помимо NGC 949 в группу также входят ещё 22 галактики.